# Amerika kapitány

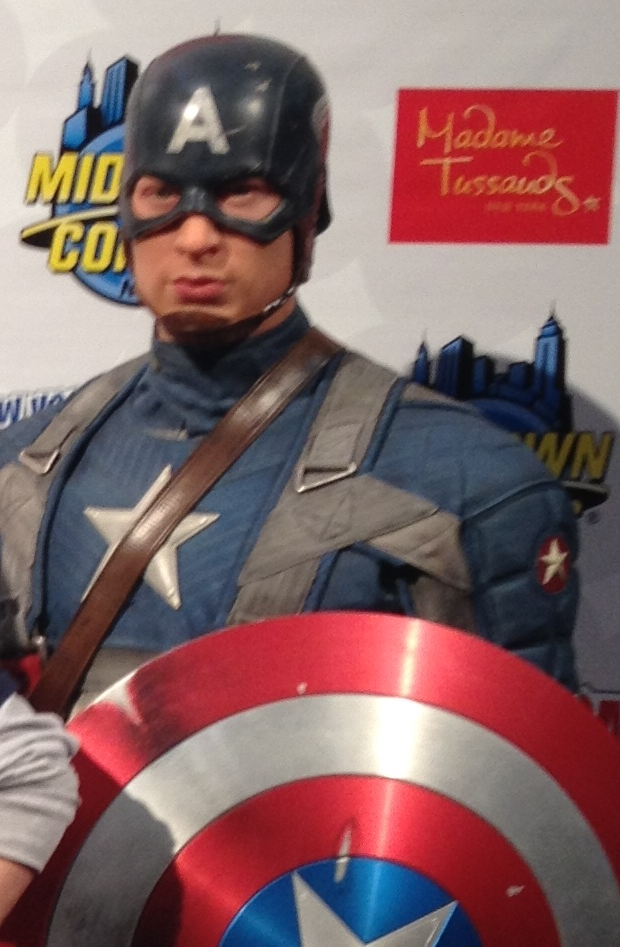
Amerika kapitány viaszfigurája Chris Evans színészről mintázva, aki a Marvel Studios filmjeiben alakítja Steve Rogerst

Amerika kapitány (eredeti nevén Captain America, fonetikusan: /ˈkæptən əˈmɛrɪkə/) Joe Simon író és Jack Kirby rajzoló kitalált szereplője, szuperhős a Marvel Comics képregényeiben. Első megjelenése az amerikai kiadó elődje, a Timely Comics Captain America Comics füzetének első számában, 1940 decemberében volt. A szereplő visszatérő kísérő jelzői közé tartozik „a csillagos-sávos bosszúálló” és „a szabadság őrzője”. Amerika kapitány titkos személyazonossága Steve Rogers, aki az 1940-es évek elején jelentkezett szolgálatra az Egyesült Államok hadseregébe, hogy hazáját szolgálva a tengelyhatalmak ellen harcoljon. A fiatalembert a szolgálatra alkalmatlannak találták, de éppen gyenge testalkata miatt részt vehetett egy titkos katonai kísérletben. Ennek során Rogers izomzata, reflexei és állóképessége az emberi szervezet természetes lehetőségein és terhelhetőségén belül a tökéletességig fejlődött. Amerikai kapitány, mint hazafias szereplő történeteit az évtizedek folyamán, a korszakoknak megfelelően erősebben vagy gyengébben hatotta át a politikai propaganda és a polgári öntudat. A második világháború évei alatt megjelent kalandjaiban, ifjú társával, Buckyval a nemzetiszocializmus ellen küzdött, majd az 1950-es évek elején, az amerikai képregény aranykorának végén a kommunista ideológia ellen harcolt. Az 1970-es években a szereplőt a hitevesztettsége jellemezte. Figyelme új társával, az afroamerikai Sólyommal az Egyesült Államok belső problémái felé fordul, majd a 2000-es években a terrorizmussal vette fel a harcot.
Kiadója legsikeresebb szuperhőse volt az Amerika kapitány a második világháború évei alatt. A háború után a szereplő népszerűsége a többi szuperhősével együtt fakulni kezdett, és csak az 1960-as években tért vissza ismét a képregények oldalaira mint kiadója új szuperhős csapatának, a Bosszú Angyalainak állandó tagja és vezetője. Visszatérése után a szereplő kalandjainak legsikeresebb és elismertebb írói Stan Lee, Steve Englehart, J. M. DeMatteis, Mark Gruenwald és Ed Brubaker voltak. A hazafias szereplő történeteit gyakran itatta át az Amerikai Egyesült Államok politikai hangulata, és alkotói ezeken keresztül közvetetten gyakran bírálták az ország vezetőit, az általuk elkövetett hibákat, vagy éppen fölhívták az olvasó figyelmét az ezeknél sokkal súlyosabb társadalmi bajokra. Amerika kapitány személyiségének ábrázolása a második világháborútól kezdődőn a 2001. szeptember 11-i terrortámadásokon át íróról íróra folyamatosan változott és fejlődött. A kezdetben az országot jelképező szuperhős idővel az amerikai álom megtestesítőjévé vált, miközben hazafias mivolta mindvégig megmaradt.

## A szereplő megszületése

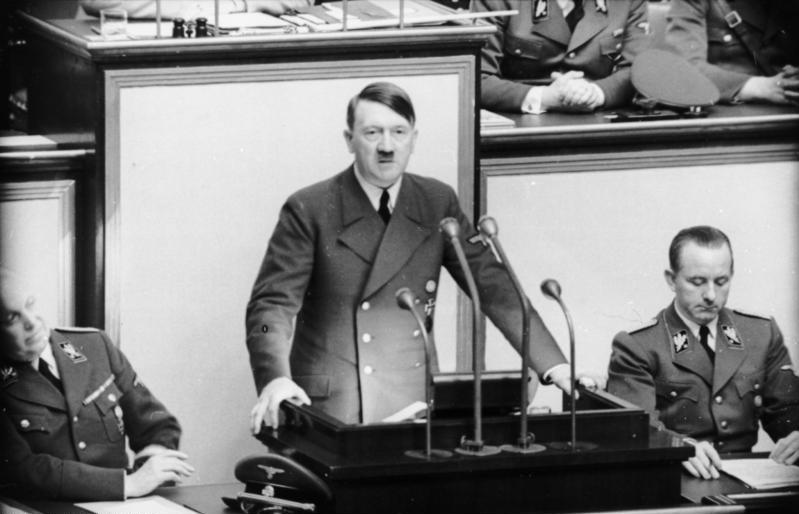
Adolf Hitler, Németország kancellárja áttételesen ihlette a vele szembenálló érték- és eszmerendszert képviselő Amerika kapitányt

Amerika kapitány megszületése két fiatal alkotó, Joe Simon és Jack Kirby nevéhez fűződik. Kirby illusztrátori és rajzolói pályafutását különböző sajtóügynökségek munkatársaként kezdte, de egy ideig a Fleischer Studios alkalmazottjaként animációs filmeken is dolgozott. A nála néhány évvel idősebb Simon több újságnál, köztük a Rochester Journal-Americannél, és a Syracuse Heraldnál is dolgozott. A két fiatalember 1939 végén, 1940 elején ismerkedett meg egymással a Fox Feature Syndicate-nél. Néhány hónappal azután, hogy Kirby a sajtóügynökségnek kezdett dolgozni, Simon mint a képregényrészleg főszerkesztője szerződött a vállalathoz. Közös munkáik során igen jó baráti és munkakapcsolat alakult ki kettejük között.
1940-ben a Timely Comics kiadója, Martin Goodman látva a National Publications, a későbbi DC Comics Supermanjének, Batmanjének és más új szuperhős-szereplőinek sikerét az akkor még kibontakozóban lévő képregénypiacon, Simont, a Timely akkori főszerkesztőjét bízta meg, hogy alkosson saját szuperhősöket a kiadó számára. Simon, mielőtt nekilátott volna a hős kigondolásának, először egy gonosztevőt keresett a számára. Választása Adolf Hitlerre, Németország és a Nemzetiszocialista Német Munkáspárt akkori vezetőjére esett, akiben véleménye szerint „megvolt minden, amit az amerikaiak gyűlöltek”. „Az Ötödik sugárúton voltam az éjszakai buszon, új szereplőkön gondolkodtam, és azon, hogy a legsikeresebbek azok a képregények, amelyekben remek gonosztevők vannak, mint például Pingvin a Batmanben. Akkoriban a nácik valósággal elszabadultak Németországban, és Adolf Hitler is egyre többet szerepelt a sajtóban, így arra gondoltam: »Miért nem használunk egy valós gonosztevőt, ahelyett hogy kitalálunk egyet?«” – nyilatkozta Simon. A hős neveként először a Szuper amerikai merült fel Simonban, de úgy érezte, hogy már így is rengeteg olyan képregényszereplő tűnt fel, akiknek a nevében a „szuper” szerepelt. Az általa elképzelt szereplő, aki végül az Amerika kapitány nevet kapta, vázlatainak elkészítése után Goodmannel egyeztetve dolgozta ki a részleteket. A hős polgári neve, a Steve Rogers, a hadseregben használt „roger”, vagyis ’értettem’ kifejezésből származott. Amerika kapitány öltözéke egy mindenki által ismert hazafias jelképen, az Egyesült Államok zászlaján alapult. A szereplő láncinget és sisakot viselt, mely utóbbit szárnyak díszítettek, utalva Mercurius római istenre, a gyorsaság megszemélyesítőjére. Fegyverként pajzsot hordott, akár egy „újkori kereszteslovag”. Megalkotói szándéka szerint Amerikát, az amerikai álmot testesítette meg.
A kiadó döntése szerint Amerika kapitány rögtön saját füzetet kapott, ellentétben más új szereplőkkel, akik általában antológiákban mutatkoztak be. Goodman mihamarabb szerette volna kiadni a képregényt, amit ezért Simon két fiatal rajzolóra, Al Avisonre és Al Gabrielre akart bízni. Kirby, akivel közösen már több szereplőt is alkottak a Timely számára, azonban szintén ragaszkodott a hazafias szuperhőshöz. Bár Simon nem volt meggyőződve róla, hogy Kirby a szoros határidőn belül el tudja készíteni a rajzokat, végül neki adta a munkát. „Lehet, hogy ott volt két Al, de Jack Kirby csak egy van” – írta visszaemlékezéseiben Simon, aki Kirbyt mindig is Amerika kapitány társalkotójának tekintette. Véleménye szerint „ha nem Kirby rajzolta volna, talán nem is lett volna belőle semmi”. Simon emellett olyan, abban az időben különös kedvező szerződést kötött Goodmannel, mely Kirby és számára százalékos részesedést biztosított az általuk megalkotott szereplő által termelt haszonból.

## Szerepléseinek története

### A képregény aranykora
A Captain America Comics első száma 1940 decemberében, de 1941 márciusi borítódátummal jelent meg, egy évvel a Pearl Harbor elleni japán támadás előtt, melynek hatására az Egyesült Államok belépett a második világháborúba a szövetséges hatalmak oldalán. A kiadvány borítóján Amerika kapitány volt látható, ahogyan ökölcsapást mér Németország akkori vezetőjére, Adolf Hitlerre, bár magában a füzetben a hős nem Hitlerrel, hanem egy szintén kitalált szereplővel, Vörös koponyával vette fel a harcot. Joe Simon bevallása szerint a szereplő leggyengébb eleme az eredettörténete volt, melyben a gyenge testalkatú Steve Rogersből egy titkos kísérlet során szuperkatona vált. Hogy titokban tartsa személyazonosságát, Rogers álruhát öltött, a szolgálati helyéül kijelölt táborban pedig az ügyetlen és kétbalkezes közkatona szerepét játszotta. „Nem sokat törtük a fejünket az eredettörténeten. Minél gyorsabban az akcióhoz akartunk jutni” – nyilatkozta az író. A kor más hasonló képregényeivel összehasonlítva Amerika kapitány történeteinek Jack Kirby által „megkoreografált” jeleneteiben a szereplők mozgását, mozdulatait felnagyított energikusság és dinamizmus jellemezte. Kirby a legdrámaibb beállítást keresve, és a monotonitást kerülve, szívesen változtatta a panelek nézőpontjait és elrendezését, melyek kereteiből a szereplők gyakran ki is léptek.
Amerika kapitány, oldalán ifjú társával, Buckyval, már első szereplése alkalmával kiemelkedően sikeres volt. A Captain America Comics első számából közel egymillió példányt értékesített a kiadó. A hazafias hős első megjelenésének idejében az Amerikai Egyesült Államok kormánya még nem foglalt állást Hitler politikájával szemben. Két évvel az első szám megjelenése előtt, 1939 februárjában, a Német–Amerikai Szövetség szervezésében még 20 000 nemzetiszocialista szimpatizáns gyűlt össze a Madison Square Gardenben, ahol a fehér faj, az „igaz hazafiak” jogait hirdették. Amerika kapitány megszületése szándékosan erősen politikai hangvételű volt. „A háború ellenzői jól szervezettek voltak. Mi is hallatni akartuk a mondanivalónkat” – emlékezett vissza később Simon. A Captain America Comics első és második számának megjelenése után az alkotópáros egyre több fenyegető levelet és telefonhívást kapott, a Timely Comics más munkatársai pedig gyanús személyekre is felfigyeltek a kiadó irodaépülete előtt. Mivel néhány alkalmazott félt elhagyni az irodát, az esetet jelentették a rendőrségnek, hogy a járőrök biztosítsák az épületet. A Timely szerkesztőségét még maga New York akkori polgármestere, Fiorello LaGuardia is felhívta, hogy személyesen garantálja a kiadó munkatársainak biztonságát.
Bár az MLJ Comics Pajzs nevű szereplője időben megelőzte, ennek ellenére Amerika kapitány lett a legismertebb és legidőtállóbb hazafias szuperhős azok közül, akik a második világháború évei alatt születtek. A képregények oldalain Amerika kapitány szembeszállt a németekkel, a japánokkal és más, az Egyesült Államokat és szövetségeseit fenyegető ellenséggel. A ponyvairodalom sémáit követő, hangzatos című történetekben számos groteszk és bizarr külsejű szereplővel is összemérte az erejét, akik felett mindig fölényes győzelmet aratott. Amerika kapitány történeteinek képi világában éppúgy megfigyelhető volt az ország ellenségeinek gúnyoló ábrázolása, mint a korabeli populáris kultúra más területein. Ez különösképpen igaz a japánokra, akiket rikítóan sárga bőrű, kiálló fogú, erősen vágott szemű és kerek, vastag szemüveget viselő alakokként ábrázoltak, szinte majmokként.
Amerika kapitány hamar a Timely Comics legnépszerűbb képregényhősévé vált. Füzeteinek eladott példányszáma sokáig megközelítette a havi egymillió darabot, mellyel meghaladta a Time magazin értékesítését, a kor legsikeresebb szuperhősei közé, a National Publications Supermanjének és Batmanjének, valamint a Fawcett Comics Marvel Kapitányának társaságába emelték. A Captain America Comics egyike volt azon 189 időszaki kiadványnak, melyet az Egyesült Államok Hadügyminisztériuma, a füzet politikai tartalmát tekintetve, megfelelőnek talált arra, hogy előzetes átolvasás nélkül eljuttassa katonái számára. Amerika kapitány nem csak a képregények lapjain szállt szembe az ország ellenségeivel. A kiadó a szereplőn keresztül arra biztatta olvasóit, hogy a hős hivatalos, ’A szabadság őrzői’ rajongói körébe jelentkezők a tíz centes klubtagsági díjból inkább vegyenek az Államok háborús kiadásainak támogatására kiadott bélyeget, valamint gyűjtsenek papírt és fémet. A Timely később az olvasók által befizetett tagsági díjat felajánlotta a hadügyminisztériumnak.
Simon és Kirby Amerika kapitány révén hírnévre tett szert a szakmában, viszont az anyagiak tekintetében nem tudtak közös megegyezésre jutni Goodmannel. Simon úgy gondolta, hogy Goodman nem a megállapodásnak megfelelő összeget fizeti nekik. Az alkotópáros ezért, Goodman tudta nélkül, a Timely Comics mellett a National Publicationsnek is dolgozni kezdett. Mikor Goodman ezt megtudta, Simonnak és Kirbynek el kellett hagynia a kiadót és Amerika kapitány sorozatát. Munkájukat a Captain America Comics 10. száma után, 1942 elején más alkotók vették át. A történetek írói között volt többek között Otto Binder, Bill Finger és Manly Wade Wellman, rajzolói Al Avison, Vince Alascia és Syd Shores voltak, több borító pedig Alex Schomburg munkája volt. A kiadvány írói között volt a fiatal pályakezdő Stan Lee is, akinek a Captain America Comics harmadik számában jelent meg először egy rövid prózája. Amerika kapitány megjelenései népszerűsége miatt nem csak saját sorozatára korlátozódtak. 1941 és 1946 között többször szerepelt a kiadó más füzeteinek, így az All Winners Comics, a Marvel Mystery Comics, a USA Comics és az All Select Comics oldalain is.

#### Az atomkor
Amerika kapitány népszerűsége nagyban kapcsolódott olvasóközönségnek közhangulatához a háborút illetően. Az 1944 októberében megjelent Captain America Comics 42. száma volt az első, melynek borítóján Amerika kapitány már nem Amerika háborús ellenségeivel, hanem köztörvényes bűnözőkkel szállt szembe. A háború utolsó évében a szuperhősök, és velük együtt Amerika kapitány népszerűsége is fakulni kezdett. Az 58. számban Steve Rogers a katonai egyenruháját civil öltönyre cserélte, a 60. számban pedig már középiskolai tanárként jelent meg. Az 1946 őszén megjelent All Winners Comics 19. számában a Győztesek, a Timely első szuperhős csapatának tagja lett. Miután Bucky egy 1948-as történet során megsérült, helyét Amerika kapitány barátnője, Betsy Ross vette át Aranylány néven. Az új, csinos női szereplővel, a kiadó az olvasókat próbálta visszahódítani, illetve újakat megnyeri. Az egyre csökkenő eladott példányszám miatt a Captain America Comics végül a 75. számával, 1950 februárjában fejeződött be, melyben maga a főhős már nem is szerepelt. Stan Lee különösképpen kötődött a szereplőhöz, és gyakorlatilag a sorozat megjelenése folyamán végig közreműködője volt, még aközben is, hogy katonai szolgálatot teljesített. Az új, egyre népszerűbb műfaj a képregény médiumában a horror lett. Az új irányzathoz igazodva a sorozat utolsó két száma Captain America’s Weird Tales, vagyis Amerika kapitány különös történetei címen jelent meg.
Sorozata megszűnése után néhány évvel Amerika kapitány újra visszatért két régi bajtársával, a Fáklyával és a Torpedóval a Young Men 24. számában, melyet a Timely 1950-es évekbeli utóda, az Atlas Comics adott ki. Az Atlas megpróbálta újraindítani Amerika kapitány saját sorozatát is. A mccarthyzmus szellemében a hazafias hős ezúttal az Egyesült Államokat fenyegető új hidegháborús veszéllyel, a kommunista fenyegetéssel szállt szembe. A történetek írója Stan Lee, rajzolója a pályája kezdetén álló John Romita volt. A „komcsiverő” Amerika kapitány emellett a Young Men és a Men’s Adventures számainak több történetében is szerepelt. Mivel azonban a szereplő továbbra sem volt képes felkelteni az olvasók érdeklődését, újraindított sorozatát a kiadó a harmadik szám után, 1954 szeptemberében, a 78. számmal ismét megszüntette. Romita későbbi nyilatkozata szerint ehhez nem csak az olvasói igények változása, hanem a korabeli politikai közhangulat is nagyban hozzájárult. „A koreai háború miatt az amerikai zászló azokban az időkben mocskos szónak számított. Látszólag feleslegesen léptünk háborúba. […] Az emberek véleménye szerint Amerika az amerikai zászlót az emberek biztonsága elé helyezte… […] Egy darabig Amerika kapitány neve mocskos szó volt.” – mondta Romita.

### Az ezüstkor
Az 1950-es évek második felében, az amerikai képregény ezüstkorának beköszöntével a sci-fi és misztikus történetek után a szuperhős szereplők ismét kezdtek visszatérni és népszerűvé válni. Amerika kapitány az Atlas Comics utódaként létrejött Marvel Comics által kiadott Strange Tales 114. számában, 1963 novemberében, az ezüstkor közepén tért vissza a képregények oldalaira. Ebben az időben az antológiában a kiadó új szuperhős csapatának, a Fantasztikus Négyesnek egyik ifjú tagja, Fáklya önálló kalandjai szerepeltek. A Captain America címet viselő történetben látszólag visszatért a második világháború legendás hazafias hőse, akiről azonban hamar kiderült, hogy valójában csak egy álruhás bűnöző. A történet írója, Stan Lee, és alkotótársa, Jack Kirby ezzel mintegy előkészítették az aranykor népszerű szuperhősének nem sokkal későbbi tényleges visszatérését.
Amerika kapitány első valódi szereplésére szűk fél év múlva, 1964 márciusában, a The Avengers, a Bosszú Angyalai szuperhőscsapat sorozatának 4. számában került sor. A történetben a Bosszú Angyalai az Atlanti-óceán északi jeges vizeiben találnak rá Amerika kapitány hibernálódott testére, aki a második világháború végén egy küldetés során zuhant az óceánba, ifjú társa, Bucky pedig életét vesztette. Amerika kapitány állandó szereplője lett a The Avengers sorozatának mint a Bosszú Angyalai tagja és vezetője. Önálló kalandjai a Tales of Suspense oldalain szerepeltek az antológia 59. számától kezdődően, megosztva a kiadványt a Bosszú Angyalai egy másik szuperhősével, Vasemberrel. A történetek rendszeres írója Stan Lee, rajzolója Jack Kirby lett, aki Joe Simonnal való egykori közös munkáját követően, 1942 óta először dolgozhatott ismét az általuk megalkotott szereplő kalandjain. Bár Amerika kapitány ismét gyakori szereplőjévé vált kiadója füzeteinek, Lee később úgy nyilatkozott, hogy kezdetben nem igazán tudta eldönteni, hogyan kezelje a „kort tévesztett” szereplőt. Az író ennek ellenére tudatosan törekedett összekötni a szereplőnek az 1940-es évek folyamán megjelent kalandjait és a kiadó az ezüstkor során megújult kitalált világát. Emellett kiszorította, illetve átértelmezte Amerika kapitánynak az 1950-es évek első felében, a mccarthyzmussal átitatott kalandjait is. Ennek a szellemében tűnt fel a Sgt. Fury and His Howling Commandos című füzetben is, melynek történetei, akárcsak a Tales of Suspense oldalain megjelenők nagy része, a második világháborúban játszódott. Bár a kiadó más füzeteiben is történt már utalás a Timely aranykori világának és a Marvel jelenkorának kapcsolatára, Nick Fury és Amerikai Kapitány közös története azonban egyértelművé tette az olvasók számára az összefüggést. Amerika kapitány eredettörténete a képregények ezüstkorának egyik szintén gyakran felidézett eseménye volt. Lee a visszatekintő történetekben a régi elemeket felhasználva sokkal valóságosabbnak és természetesebbnek ábrázolta a szereplőket, ahogyan azt az 1940-es években, az elsősorban a gyerekeket célzó történetek tették.
A Tales of Suspense 99. száma után Amerika kapitány és Vasember saját sorozatot kapott. 1968 áprilisában, a Tales of Suspense számozását folytatva jelent meg a Captain America 100. száma. Kirby a sorozat 109. számáig maradt Amerika kapitány kalandjainak rajzolója, munkáját a 116. számmal Gene Colan vett át. A sorozat 117. számában szerepelt először a Marvel Comics új afroamerikai szuperhőse, Sam Wilson, Sólyom, aki röviddel ezután Amerika kapitány társa és a sorozat másik címszereplője lett. Bár egyes vélemények szerint az új, tipikusan sztereotip pozitív-negatív fekete bőrű szereplő bemutatásának elsősorban kereskedelmi okai voltak, Amerika kapitány és Sólyom volt az első fekete és fehér bőrű szuperhős páros az amerikai képregény történetében.
A vietnámi háború évei alatt a sorozat olvasóit, tükrözve a Egyesült Államok lakosságának közhangulatát, megosztotta a kormány külpolitikája. A füzet levelező rovatában egyaránt jelentek meg a háborút támogató és ellenző olvasók írásai. A kiadó, ellentétben a második világháború éveinek kormányzati propagandájának aktív támogatásával, ezúttal a hátországban tartotta Amerika kapitányt. A szerkesztőség állásfoglalása szerint a szereplő „nem magának az Egyesült Államoknak a képviselője, hanem az amerikai eszményeké”. A délkelet-ázsiai konfliktusra csupán néhány történetben történet utalás, és még ritkábban játszott szerepet egyesek cselekményében. Amerika kapitány és társa, Sólyom, a vietnámi háborúban való aktív részvétel helyett, valamint a szuperbűnözőkkel való harc mellett, inkább az Egyesült Államok belső problémáira, a szegénységre, a rasszizmusra, a környezetszennyezésre és a politikai korrupcióra hívta fel a figyelmet.

### A bronzkor
Amerika kapitány képregénysorozatának címe a 134. számától Captain America and the Falconra változott, így társa, Sólyom, a képregény másik címszereplőjévé lépett elő. Nem sokkal ezt követően John Romita visszatért mint rendszeres rajzoló, a 142. számtól pedig Gary Friedrich vette át Stan Lee munkáját. A füzet állandó rajzolója néhány számmal később Sal Buscema lett, Steve Englehart pedig egy évvel később, a 153. számától, 1972 szeptemberében lett a sorozat írója. A kiadó ebben az időben az alacsony eladott példányszám miatt sorozat megszüntetését fontolgatta. Az 1970-es évek eleje, a fokozódó társadalmi elégedetlenség a kormány politikájával, elsősorban a vietnámi háborúval szemben, nem kedvezett a hazafias hős számára, aki az amerikai zászló színeit viselte. Englehart véleménye szerint Amerika kapitány füzete nem tartozott Lee legkedvesebb sorozatai közé, így annak történetei idővel unalmassá és ismétlődővé váltak. A Leet követő írók, így például Friedrich, vagy a csupán néhány történeten dolgozó Gerry Conway sem igazán tudtak megfelelő irányvonalat kidolgozni a szereplő számára.
Englehart első Amerika kapitány történetének megjelenése után hat hónappal a szereplő füzete már a Marvel legsikeresebb kiadványaihoz tartozott. Az író korai történeteiben elkülönítette egymástól a főhőst, Steve Rogerst az 1950-es évek „komcsiverő” Amerika kapitányától. A korabeli politikai események hatására született meg az 1973 és 1974 között megjelent, utólag a Secret Empire címet kapott története, melyet az 1970-es évek legnagyobb amerikai botránya, a Watergate-ügy ihletett. „Egy olyan férfiról írtam, aki hitt Amerika legnagyobb eszményeiben, egy olyan időszakban, mikor Amerika elnöke egy csaló volt” – írta később Englehart, aki úgy érezte, hogy az Egyesült Államokon, annak ideáljain alapuló szereplő kalandjaiban egy ilyen eseményt nem hagyhat visszhang nélkül. Az író egy későbbi nyilatkozata szerint a történet nem „ad hominem” támadás volt Richard Nixon ellen, hanem egyszerűen arról írt, ami az embereket abban az időben foglalkoztatta. Englehart történetében Rogers az elnök árulásának hatására kiábrándul egykori ideáljaiban, és egy rövid időre lemond Amerika kapitány személyazonosságáról, és a Nomád nevet veszi fel. Englehart Amerika kapitány kalandjaiban szeretett volna egy „naplót vezetni a kortárs Amerika valóságáról”, de idővel úgy érezte, hogy ehhez a képregényfüzetek által nyújtott keretek nem megfelelőek. Ennek a kísérletnek a része volt a Kígyóhorda csoport megalkotása is, mely az Együttélési Felszabadítási Hadsereg (SLA), az 1970-es évek első felében szerveződött forradalmi hadtest képregénybeli megfelelője volt.
1975 augusztusában Amerika kapitány saját, valamint a Bosszú Angyalai sorozatán kívül a The Invaders című füzet állandó szereplője is lett. A második világháborúban játszódó képregényben a hazafias hős a Timely Comics két másik aranykori hősével, Torpedóval és az android Fáklyával együtt, a Megszállók szuperhőscsapat tagjaként harcolt a szövetséges hatalmak oldalán. A sorozat Roy Thomas a háborús évek történelme iránti rajongása révén született meg. A The Invadersnek Thomas írói, valamint Frank Robbins és Alan Kupperberg rajzolói közreműködésével 1975 és 1979 között 41 száma jelent meg.
Amerika kapitány saját füzetében Englehart írói munkáját egy rövid időre John Warner vette át, akit később a DC Comicstól visszatérő Jack Kirby követett. Kirby 1976 elejétől, a 193. számtól írta és rajzolta Amerika kapitány kalandjait egészen a 214. számig. Amerika kapitány társalkotójának egykori népszerűsége azonban az 1970-es évek derekára, az új olvasói nemzedék megjelenésével, sokat vesztett egykori fényéből. Bár a Captain America értékesített példányszáma Englehart távozása után, és Kirby munkássága alatt ismét rohamosan csökkenni kezdett, Brian Michael Bendis képregényíró a 2000-es évekből visszatekintve úgy értékelte, hogy Kirby történetei, elsősorban a Madbomb, jelentősen hozzájárultak a szereplő jellemfejlődéséhez. „[Amerika kapitány] nemcsak az igazság szimbólumaként, hanem Amerika szellemeként is testet öltött” – nyilatkozta Bendis.
Kirbyt követően számos író és rajzoló dolgozott a sorozaton hosszabb-rövidebb ideig, köztük Roy Thomas, Donald F. Glut, Roger McKenzie és Sal Buscema. 1978-ban, a 223. számmal a füzet címe ismét Captain America lett, mellyel Sólyom is kilépett a sorozatból. A füzet korábbi szerkesztője, Roger Stern íróként John Byrne rajzolóval 1980 és 1981 között kilenc számon dolgozott együtt. A főhős személyiségének megértéséhez Stern fontosnak érezte, hogy megismerje annak megszületésének korát, így kutatásokat végzett az Egyesült Államok ezen időszakról, valamint Amerika kapitány későbbi, ezüstkori képregényfüzeteit is átolvasta. Ezzel összefüggésben elsősorban a szereplő hátterét és múltját kívánta mélyíteni és kidolgozni. Stern és Byrne utolsó közös Amerika kapitány-története a sorozat 255., a szereplő megszületésének 40 éves jubileumi számában jelent meg. Bár az alkotópáros már következő, három részes történetén dolgozott, a szerkesztősséggel való nézetkülönbségek miatt megvált a sorozattól.
Néhány hónappal Stern és Byrne távozását követően Amerika kapitány sorozatának rendszeres rajzolója Mike Zeck, írója a pályakezdő J. M. DeMatteis lett. DeMatteis történeteit pszichológiai, politikai, spirituális és filozófiai vonatkozásokkal is igyekezett gazdagítani, kihangsúlyozva az Egyesült Államok kettősségét is, mely „álmokból és vérből született”. Az írót mindig is zavarta a szuperhős-műfajra hagyományosan jellemző, „gyakran esztelen” erőszakos cselekmény, és megpróbált Amerika kapitányt, akire inkább szimbólumra, mintsem szuperhősre tekintett, egy békepárti, pacifista világszemlélet irányába terelni. DeMatteis terveiben szerepelt, hogy ennek a folyamatnak a csúcspontján megöleti Rogerst, Amerika kapitány személyazonosságát pedig tovább örökíti. Az ötletet ugyan a füzet akkori szerkesztője, Mark Gruenwald elfogadta, a Marvel főszerkesztője, Jim Shooter azonban nem hagyta jóvá. Véleménye szerint ez a fordulat a kiadó összes hősének motivációját és cselekedeteit is megkérdőjelezte volna. DeMatteis utolsó története a Captain America 300. számában, 1984-ben jelent meg.

### A modern kor
Michael Carlin rövid közreműködése után a 307. számmal Mark Gruenwald vette át a Captain America írói feladatait. Gruenwald 1982 és 1985 között mint szerkesztő működött közre a sorozatban, majd ezt követően egészen 1995-ig állandó írója lett Amerika kapitány kalandjainak. Gruenwald arra törekedett, hogy történeteiben kortárs társadalmi problémákat és jelenségeket mutasson be. Ezzel szemben fontosnak tartotta, hogy a sorozat főhősének, Amerika kapitánynak azok az értékei, melyek a demokrácia születéséig vezethetőek vissza, állandóak és időtlenek maradjanak. Gruenwald, DeMatteisszal ellentétben, jóval kevesebb hangsúlyt fektetett Steve Rogers magánemberkénti hétköznapi életére, mivel véleménye szerint a szereplő valódi lénye Amerika kapitány volt.
Ebből az elképzelésből született meg az 1987-ben, a sorozat 332. számában megjelent The Choice című történet is, melyben az Amerikai Egyesült Államok kormánya kötelezni akarja rá Rogerst, hogy közvetlenül az ő irányításuk alatt folytassa tevékenységét. A főhős, hogy hű maradhasson az amerikai álom értékeihez, inkább lemond Amerika kapitány személyazonosságáról, melyet a kormány szolgálatában álló John Walker öltött magára. Rogers ezt követően új öltözékben és új néven folytatta bűnüldözői tevékenységét. Gruenwald nyilatkozata szerint az egyenruha, a szereplők és a sorozat más elemeinek megváltoztatására részben azért volt szükség, mert a Captain America eladott példányszáma igen alacsony volt. A szerkesztőség a sorozat megszüntetését fontolgatta, ezért „minden eszközt be kellett vetnie”, hogy növelje az olvasottságot. Gruenwald módszere sikeresnek bizonyult, mely még a füzet korábban megjelent számainak keresettségét is növelte. Az író emellett Walkeren, az új Amerika kapitányon keresztül azt szerette volna bemutatni, hogy a korábbi történetek sémái mellett, a hazafiság nem feltétlenül tesz valakit jó emberré, vagy hőssé. Rogers a másfél éves történetszál végén, a Captain America 350. számában vette vissza Amerika kapitány személyazonosságát.
1995 októberében, a Captain America 444. számától a sorozat írója Mark Waid, rajzolója Ron Garney lett. Sikeres és elismert történetei ellenére, mint az Operation: Rebirth és a Man Without a Country, Waid csupán tíz számon dolgozhatott, mielőtt a kiadó 1996 augusztusában, a 454. számmal lezárta a Captain America első sorozatát.
Az 1990-es években az amerikai képregényipar válságon időszakát élte, mely a Marvel Comicsot különösen súlyosan érintette. Bár Amerika kapitány sorozatának eladott példányszáma Waid írói munkássága során növekedni kezdett, még így sem érte el a havi 40 000 értékesített példányt, és a kiadó leggyengébben teljesítő füzetei közé tartozott. A Marvel az olvasók érdeklődésének felkeltése érdekében indította el a Heroes Reborn című eseménysorozat. Ennek kapcsán a kiadó számos jelentős szereplője, köztük Amerika kapitány is, a kiadó addigi hagyományos kitalált világán kívüli történetekben és környezetben szerepeltek. A Captain America második sorozatának első száma 1996 novemberében jelent meg Rob Liefeld és Jeph Loeb alkotópárosának közreműködésével. Liefeld külső munkatársként, megbízásos alapon dolgozott a Captain America és a The Avengers sorozatokon. Az író Amerika kapitány történetét az olvasók új generációja számára a kezdetektől indította újra, melyben a szereplő kalandjainak hagyományos elemei a modernebb kor új stílusával keveredtek. A Marvel és Liefeld között azonban hamar nézetkülönbségek támadtak, így a sorozatot a hatodik szám után James Robinson író és a Wildstorm munkatársai vették át. A kiadó a várakozáson alul teljesítő eladott példányszámot jelölte meg indokként az alkotói csapat leváltására, Liefeld és Loeb későbbi nyilatkozata szerint azonban munkájuk egyértelműen sikeres volt, és távozásuk okát a kiadón belüli harcokban látták. A Heroes Reborn egy éven át tartó eseménysorozatának végén a Marvel hősei visszatértek eredeti környezetükbe. A Captain America második sorozatának összesen tizenhárom része jelent meg, az utolsó 1997 novemberében.
A Captain America harmadik sorozatának első száma 1998 januárjában jelent meg, melynek írója ismét Mark Waid, rajzolója Roy Garney, majd Andy Kubert lett. Waid nyilatkozata szerint Amerika kapitány volt az egyetlen Marvel-szereplő, akinek a történetei foglalkoztatták, így örömmel fogadta a második lehetőséget. Az író megkísérelte eltávolítani a hazafias hőst a „hagyományos bűnüldöző szupherhős” képétől, mely helyett inkább morális és erkölcsi problémákkal szerette volna szembesíteni. Ennek egyik oka, hogy véleménye szerint a szereplő megalkotása után hatvan évvel, már senki sem tudta igazán, hogy mi is az az amerikai álom, amit Amerika kapitány megtestesít. Waidet követően Dan Jurgens 2000-től 2002-ig, a harmadik sorozat végéig volt a Captain America írója és rajzolója egy személyben.

#### A posztmodern kor
Az Egyesült Államokat ért 2001. szeptember 11-ei terrortámadás, illetve az általa felvetett kérdések Amerika kapitány sorozatában jelentős szerepet kaptak. A Captain America negyedik sorozata 2002 júniusában kezdődött, de cselekménye közvetlenül a terrortámadás után játszódott. A negyedik sorozat első alkotópárosa John Ney Reiber író és John Cassaday rajzoló voltak. „Dühös voltam és féltem és el voltam keseredve és azt tettem, amit mindenki más is akkor: körülnéztem és azt kérdeztem, hogy a pokolba történhetett ez?” – nyilatkozta Reiber 2007-ben egy, a Wizard-nak adott interjújában. Reiber The New Deal című történetében már az okok és a miértek is felvetődnek a terrorcselekmény kapcsán, valamint az, hogy kik is a felelősek a történtekért. Reiber és Cassaday közös munkáját sokan bélyegezték erősen politikai beállítottságúnak. Az író és kritikus Michael Medved Amerika kapitány akkori és későbbi magatartását egyenesen Amerika-ellenesnek nevezte. Cassaday később a Wizard-nak adott interjújában úgy nyilatkozott, hogy a történet azokról az érzésekről szólt, amiket a hős átélt és amin keresztülment a szeptember 11-ei események kapcsán.
A negyedik sorozat további írói Chuck Austen, Dave Gibbons, Robert Morales és Robert Kirkman, rajzolói pedig többek között Jae Lee, Lee Weeks, Chris Bachalo és Scot Eaton voltak. A negyedik sorozattal párhuzamosan, 2004 áprilisában, elindult Amerika kapitány egy másik sorozata is, Captain America and the Falcon címen. A párhuzamosan megjelenő sorozat írója Christopher Priest volt.
A Marvel 2005 januárjában ismét újraindította Amerika kapitány sorozatát Ed Brubaker író és Steve Epting rajzoló közreműködésével. A Captain America Brubaker és Epting közreműködésének köszönhetően sokáig nem tapasztalt sikert és elismerést ért el. Brubaker 2006 és 2008 között több díjnak volt jelöltje és nyertese Amerika kapitány sorozatán végzett munkájával. Az alkotópáros hosszú évtizedek után Amerika kapitány régi társát, Buckyt is visszahozta a sorozatba. A Captain America a 22. számtól a 24-ig a Marvel szuperhőseit megosztó Civil War című crossover-történet részét képezte. A háborúban Amerika kapitány a szuperhős-regisztrációs törvényt ellenzők táborához csatlakozott és az ellenálló mozgalom vezetője lett. A történet végén Rogers, látva a mérhetetlen pusztítást, letette a fegyvert és az igazságszolgáltatásra bízta magát.
A Captain America 25. számában, 2007 márciusában megjelent történetben Steve Rogers-t a bíróság épülete előtt gyilkolták meg. Brubaker, aki maga is az álarcos hős kalandjain nőtt fel, úgy nyilatkozott, hogy nem volt könnyű feladat megölnie a szereplőt. Ezzel együtt azonban szerette volna megtudni, hogy mit jelent egy hős az amerikaiak számára az igencsak megosztott országban. „Ahogyan én látom a kemény baloldali rajongók azt akarják, hogy a kapitány álljon ki és tartson beszédet az utcasarkon George W. Bush kormánya ellen, az igazán jobboldali rajongók pedig azt akarják, hogy Bagdad utcáin portyázzon és üsse ki Szaddám Huszeint.” – nyilatkozta Brubaker. A képregényszereplő halálának híre más médiában is igen nagy szerepet kapott. Amerika kapitány halálának hírét a New York Daily News a főoldalon közölte „Egy legenda halála” címen, de többek között a Newsweek és a Los Angeles Times, valamint a CBS és a CNN is beszámolt róla. Amerika kapitány halála Michael Germana, a West Virginia University professzorának véleménye szerint az amerikai társadalomban végbemenő változásokat jellemezte, azt ahogyan az amerikai közvélemény elfordul attól a politikától, melynek a kapitányéhoz hasonló, túlzásba vitt hazafias szimbólumra van szüksége. A fordulat meglepőnek és üzleti szempontból is sikeresnek bizonyult. A Diamond, Észak-Amerika legnagyobb képregény-viszonteladójának adatai szerint a megjelenése hónapjában valamivel több mint 290 500 példány kelt el a sorozat 25. számából, mellyel a hónap és az év eladási listáinak élére került.
2007 áprilisban jelent meg Jeph Loeb író öt részes Fallen Son: The Death of Captain America című minisorozatának első füzete. Loeb a sorozatban az vizsgálta, hogy a Marvel kitalált világának egyes szereplő hogyan reagáltak és éreztek Rogers halálával kapcsolatban. A Captain America oldalaira 2008 januárjában, a sorozat 34. számában tért vissza Amerika kapitány, akinek a szerepét Bucky Barnes öltötte magára. Eközben a Marvel Rogers főszereplésével több különszámot is kiadott, mint például a Captain America: White-ot és a Captain America: Theater of War több füzetét, melyben az egykori kapitány múltbéli kalandjai szerepeltek.

## Szerzői jogok
1966 és 1967 között Joe Simon jogi úton megpróbálta visszaszerezni Amerika kapitányhoz fűződő szerzői jogait. Simon állítása szerint Amerika kapitány figuráját szabadúszóként, egyedül alkotta meg, mielőtt átadta volna a Timely Comicsnak, a Marvel jogelődjének.
1969 novemberében kiderült, hogy Simon akkoriban alkalmazottként minden jogát átruházta a kiadóra.
Az 1976-ban életbe lépett szerzői jogi törvény (Copyright Act) 304 § (c) pontja szerint a szerzők (vagy haláluk esetén örököseik) visszaigényelhetik a szerzői jogokat azok második ötvenhat éves periódusra való megújítása során, még akkor is, ha jogaikat korábban átruházták. Kivételt képez, ha a művet alkalmazottként vagy megbízásból alkották.
1999 decemberében Simon a törvényre hivatkozva ismét megpróbálta visszaszerezni a jogokat, de a bíróság ismét elutasította.

## A szereplő története
Amerika kapitány eredetének és kapcsolatainak részletei folyamatosan változtak a képregények aranykora óta egészen a modern korig. Ezalatt az időszak alatt Amerika kapitány kalandjai folyamatosan jelentek meg, melyet csak egyetlen tízéves szünet szakított meg 1954-től 1964-ig. Joe Simon és Jack Kirby eredeti történetében az ifjú Steve Rogers-t gyenge testalkata miatt alkalmatlannak nyilvánították a katonai szolgálatra. Egy szigorúan titkos kísérlet során a vérébe fecskendezett szérum hatására azonban Rogers, az emberi test lehetőségein és terhelhetőségén belül, a tökéletességig megerősödik. Steve Rogers ezután Amerika kapitány néven Bucky nevű ifjú társával harcolja végig a második világháborút, majd azt követően a bűnözők, majd pedig a kommunisták ellen indít hadjáratot.
Tízéves szünet után, 1964-ben a szereplőt Stan Lee hozta vissza a Marvel képregényeinek világába. Története szerint Amerika kapitány a világháború vége felé egy küldetés során az Atlanti-óceán jeges vizeibe zuhant. Rogers megdermedve majd húsz évet töltött hibernációs állapotban, amíg a Bosszú Angyalai szuperhőscsapat rá nem talált. Ezt követően Rogers tovább harcolt, immár az egész világot fenyegető veszélyek ellen a Bosszú Angyalai vezetőjeként és magányosan is.
Steve Englehart 1972-es retconja az 1950-es évek kommunistaüldöző Amerika kapitányának szerepét egy másik szereplőre, egy névtelen férfira osztotta, akivel a kormány Rogers-t akarta helyettesíteni, de aki idővel irányíthatatlanná vált a hibás szuperkatona szérum hatása miatt. 1977-ben Roy Thomas egy újabb retconban William Naslund-ot, majd annak halála után Jeffry Mace-t tette meg Amerika kapitánynak, mint akik közvetlenül Rogers eltűnése után vették át Amerika kapitány személyazonosságát. Englehart és Thomas két rectonja folytonosságot biztosított az aranykor Amerika kapitány-történetei és a Stan Lee által visszahozott szereplő között.
Steve Rogers az 1970-es évektől kezdődően többször is került morális és személyes konfliktusba az Egyesült Államok kormányának politikájával, mely korábban, a második világháború alatt megjelent történetekben elképzelhetetlen lett volna. Az 1980-as évek végén Mark Gruenwald író történeteiben a kormány Rogers-t egy időre John Walkerrel helyettesíti Amerika kapitány szerepében. Ezen időszak alatt a füzetben párhuzamosan volt olvasható Walker, mint az új Amerika kapitány, és Rogers kalandjai, aki kis idő után a Kapitány néven folytatta álarcos bűnüldözői pályafutását. A két szereplő közötti végső összecsapás után Rogers visszavette Amerika kapitány szerepét.
A 2000-es években John Ney Rieber The New Deal és Mark Miller Civil War című történeteiben Rogers ismét belső konfliktust él át a kormánnyal való viszonyával kapcsolatban. Rogers-t 2007-ben, Ed Brubaker The Death of Captain America című történetében látszólag meggyilkolják, ami után Amerika kapitány szerepét a képregények oldalaira nem sokkal korábban visszatért Bucky Barnes vette át.

## Ábrázolása és megítélése
Amerika kapitány megszületése kendőzetlen politikai üzenetet tartalmazott. Egyesítve mutatta fel a szuperhősök színpompás megjelenését és az amerikai hazafias nacionalizmus szellemét. Andrew és Virginia MacDonald véleménye szerint Amerika kapitány, a fehér bőrű, szőke, kék szemű tökéletes ember karakterének megalkotása Amerika válasza volt Hitler „tiszta faj” ideológiájára. John Shelton Lawrence és Robert Jewett véleménye szerint Amerika kapitány nem csak az „amerikai polgári vallás” megtestesülése, de Jack Kirby Kapitánya tökéletesen beleillik a zsidó hiedelmek gólem-képébe is, mint mesterséges, varázserővel bíró teremtmény. Christopher Knowles Our Gods Wear Spandex című könyvében Amerika kapitányt azon messiás típusú szuperhősök közé sorolja, akiket a tudomány hozott létre.
A második világháború évei alatt, akárcsak más kiadók több népszerű szuperhőse is, mint például Superman vagy Wonder Woman, a nácizmus elleni harc szimbóluma volt. A háború után az ellenség már nem volt ilyen tisztán körülírható és meghatározható. Akárcsak szuperhős társai, Amerika kapitány is elveszítette kitalált világa kormányának támogatását, törvényen kívülivé vált, hogy így megvédhesse a tisztességes polgárokat nem csak a bűnözőktől, hanem akár a korrupt politikusoktól vagy vállalatoktól is.
Amerika kapitány a második világháborúval ellentétben nem vett részt a vietnámi háborúban, mely megosztotta a füzet olvasóit is. Stan Lee, a Marvel akkori főszerkesztője úgy vélte, hogy a világháború éveiben Amerika népe egységesen támogatta a tengelyhatalmak elleni harcot, de ez az egység a vietnámi háború esetében már nem állt fenn. Lee nyilatkozata szerint a Marvel írói megpróbálták a kornak megfelelően ábrázolni Amerika kapitányt, melyben az aranykori, „John Wayne-típusú szereplő” már nem lett volna hiteles. Mindemellett Lee a hazafiasság és hazaszeretet lényegét nem csak az ország dicsőítésében látta, hanem esetleges hibáinak bemutatásában is, melyeken változtatni kell. Brian Michael Bendis képregényíró véleménye szerint a Kapitány az 1970-es években vált az igazság szimbóluma mellett az amerikai szellem megtestesítőjévé is. Amerika kapitány nem az Egyesült Államok mindenkori kormányának tartozik felelősséggel, hanem az ország népének. Ezekben az években, Steve Englehart egyik nevezetes történetében Steve Rogers, mivel csalódott az Egyesült Államok vezetőjében, úgy dönt, hogy egy időre feladja Amerika kapitány személyazonosságát, és mint a Nomád igazságtevő folytatja bűnüldözői tevékenységét. A vietnámi háború utolsó éveiben megjelent történetben a Kapitány már nem egy bizonyos kormányfőt vagy politikát támogatott, hanem egy bizonyos ideált. Az áruló vagy hazafi kérdése a füzet olvasóit sem hagyta hidegen. „A vita, miszerint Amerika kapitány jó vagy gonosz, látszólag azon alapul, hogy Amerika jó vagy gonosz, azaz egy olyan körülményen, mely valójában szinte teljesen lényegtelen. Amerika kapitány nem Amerikát képviseli, hanem az amerikai ideált – az egyén szabadságát, az egyén felelősségét, erkölcsi érzékenységét, tisztességét, és hogy harcol az igazságért.” – olvasható a Captain America 131. számában közölt levélben.
Amerika kapitány erősen politikai hangvételű történetei olykor jelentős kritikai visszhangot keltettek. A 2001. szeptember 11-ei terrortámadás után közel egy évvel megjelent, de még a terrorcselekménnyel foglalkozó 4. sorozat első hat számában megjelent The New Deal című történet is ezek közé tartozott. Henry Jenkins az MIT Comperative Media Studies programjának igazgatója és több, a populáris kultúrával kapcsolatos publikáció írója Captain America Sheds His Mighty Tears: Comics and September 11 című esszéjében úgy vélekedett, hogy a képregények nemcsak 9/11 legkorábbi művészi megjelenítői, hanem egyúttal olyan médiumot is jelentenek, mely meglátta a globalizációval és az Egyesült Államokkal szembeni kritika szükségességét. Bár a jó és a gonosz küzdelmének „fekete-fehér” ábrázolása része a szuperhős-képregényeknek, ezek az elemek vagy hiányoznak a terrortámadással foglalkozó alkotásokból, vagy csak halványan szerepelnek.
…az új Amerika kapitány kitűnő példája annak, hogy a nacionalizmus egyik népszerű szimbóluma átalakul egy, az Egyesült Államokra sújtó bunkósbottá. Ennek a közkedvelt hazafias szimbólumnak az átalakítása egyik fényes példája annak a nyugtalanító és tagadhatatlanul jelenlévő trendnek egy erős iparágban, mely folyamatos befolyást gyakorol a fiatalságra szerte a világban.
Michael Medved, konzervatív amerikai író, kritikus és rádiós műsorvezető, a Foundation for Defense of Democracies honlapján megjelent egyik írásában erős kritikát gyakorolt a John Ney Rieber által írt történetről. Medved egyik fő kritikai pontja, hogy a történet morálisan egyenlővé teszi a történetben megjelenő, egy kisváros lakosságát túszul ejtő terroristák tetteit, a második világháború során Drezdát lebombázó amerikaiakéval. A történet egy másik, kritikával illetett pontja az volt, melyben az író azt sugallta, hogy egyes kormánytagoknak köze lehet az Államokat ért terrortámadáshoz. Szeptember 11-e eseményei után Rieber nem akart közreműködni a füzetben, mivel nem akart része lenni egy „szélsőségesen nacionalista fegyverkezésnek”. Csak azzal a feltétellel maradt Amerika kapitány füzeténél, ha abban felteheti éppen a Medved által támadott kérdéseket. „Nem tudom, hogyan írhatná bárki is Amerika kapitányt, akit nem érdekel Amerika.” – nyilatkozta Reiber. Greg Garrett Holy Superheroes! című könyvében kiemelte a The New Deal-t követő történet egyik idézetét, mely véleménye szerint nem csak azt foglalja össze, amit Amerika kapitány képvisel, hanem azt is, amit az amerikaiaknak fel kell fedezniük saját magukban és befogadniuk.
Emlékszem arra az időre, mikor könnyű volt büszkének lenni „erre” az országra. …mikor „ez” az ország – jó vagy rossz – az én országom volt. És legtöbbször jó volt. De az idők változnak, nem igaz? A csaták kevésbé tiszták, a háborúk kevésbé nemesek – az okok kevésbé helyesek – még 9/11 árnyékában is. Sötét emberek okokkal jönnek hozzánk, mint az éjszakai rablók. … Emberek, akik az okaikat „nemesnek” vélik. Emberek, akik az okaikat „szentnek” vélik. … A kormány tévedhet. A politikusaink megtéveszthetőek. Elvégre összetett rendszerben élünk, amit emberek működtetnek. De az ország jó, bár már nem könnyű, de még mindig érzem benne a büszkeséget. Még mindig szeretem, és halálomig védeni és óvni fogom, hogy mások tettei révén – mert tudom, hogy így lesz – ismét jó lehessen… legtöbbször.
John Shelton Lawrence, a Morningside College volt filozófiaprofesszora, és Robert Jewett a The Myth of the American Superhero (2002) és a Captain America and the Crusade Against Evil: The Dilemma Of Zealous Nationalism (2003) című könyvükben az általuk Amerika kapitány-komplexusnak elnevezett jelenséget vizsgálják. Magyarázatukban az Amerika kapitány-komplexus a polgári hit bipoláris formája, mely bizonyos időközönként támogatja a gonosz erők elleni keresztes hadjáratot, és ennek gyakran bibliai béketeremtő szerepet tulajdonít. Mivel Amerika kapitánynak is mindig a saját kezébe kell vennie a törvényt, hogy leszámolhasson a gonosszal, ez a polgári hit is konfliktust szül a szent hadjárat és a törvények uralma között. Az írók szerint az Egyesült Államok polgárai elnöküknek tulajdonítják az erőt, mely megvédi őket és elpusztítja a gonoszt.
Mark Miller 2006-os Civil War című minisorozatának kiindulópontja egy sok emberéletet követelő baleset, mely után az Egyesült Államok kormánya érvénybe lépteti a Superhero Registration Act törvényt, mely minden álarcos hőst személyazonosságának felfedésére és nyilvántartásba vételre kötelez. A Superhero Registration Act a szeptember 11-ei terrortámadás után érvénybe léptetett Patriot Act metaforájaként jelenik meg, mely megfosztja a szabad polgárt személyes szabadságától. A történetben Amerika kapitány a kormány és a népakarat ellen kénytelen állást foglalni, hogy hű maradhasson saját erkölcseihez és ideáihoz. A Civil War eseményei során Amerika kapitány igen közel került a törvényen kívüli álarcos hősöket a gonosztevőktől elválasztó vékony határmezsgyéhez.

### Steve Rogers
Amerikai kapitány, Steve Rogers aranykori személyiségét és történeteit gyakran nevezik kétdimenziósnak. Jim Steranko 1972-es The Steranko History of Comics című könyvében úgy véli, hogy ebben a tekintetben figyelembe kell venni, hogy Amerika kapitány nem létező személy, pusztán kitaláció. „Nem egy férfi volt, hanem minden férfi. … Az amerikai igazság volt. A maszk mögötti arc, a miénk volt. A pajzs képi metaforája kétszáz év demokratikus szabadságának.” – írta Steranko. Stan Lee az 1960-as években kezdte újraalkotni Steve Rogers személyiségét. A majd húsz évig tartó hibernációból ébredő Rogers egy időben eltévedt, a harctéren hős, de a hétköznapi életben kicsit bizonytalan emberré vált, aki ráadásul még legjobb barátját, Buckyt is elveszítette.
Rogers, aki korábban megingathatatlanul hitt az Egyesült Államokban, kezdte megkérdőjelezni politikájának helyességét. Ennek a folyamatnak jelentős állomását képezi Steve Englehart Secret Empire című története, melynek eseményei folytán Rogers annyira csalódott hazája kormányában, hogy egy időre leveszi Amerika kapitány egyenruháját. Ezen a ponton fogalmazódott meg a gondolat, hogy Amerika kapitány már nem is Amerikát képviseli, hanem azt, amit Amerika kellene, hogy képviseljen. Englehart ezt később azzal a példával magyarázta, hogy mikor az ember kikerül az iskolapadból és felnő, meglátja hogy Amerika nem egészen olyan, mint amiket tanítottak róla. Amerika kapitány „nem pusztán az igazság szimbólumaként, hanem Amerika szellemeként lépett fel. …ez a szereplő lényegének legjobb értelmezése, mert bármit is érez az ország, Steve Rogers ezt az érzést fogja képviselni. Nemcsak a hazafiasságot, hanem ha az ország dühös, ő is dühös. Ha az ország szomorú, ő is az lesz. Benne testesülnek meg ezek az érzelmek és ezek hatására cselekszik. Ez jóval több, mint csupán egy szimbólum vagy a politika. Nem a zászlót képviseli, hanem egy egységes érzést. …ez jellemzi igazán a szereplőt.” – nyilatkozta Brian Michael Bendis képregényíró Jack Kirby 1970-es években írt történeteinek Amerika kapitányáról.
Az 1980-as évekre az effajta belső morális válság véget ért és Amerika kapitány némileg ismét neokonzervatív lett. J. M. DeMatteis történeteiben megpróbált inkább Steve Rogers-re az emberre, és kevésbé Amerika kapitányra, a jelképre összpontosítani. Az író elképzelése szerint Rogers „egyszerű, őszinte ember, tisztelettudó, aki megpróbál helyesen cselekedni, a körülmények nehézségeire való tekintet nélkül”. Rogers számos alkalommal szembesült országa kormányának hibáival, de soha nem adta fel a reményt, mivel hitét nem választott képviselőkbe vagy politikai pártokba vetette, hanem „Amerika spirituális magjába”, azokba az eszmékbe, melyek függetlenek a változó világtól. Mark Gruenwald véleménye szerint sokan túlértékelik a szuperkatona szérum szerepét Steve Rogers Amerika kapitánnyá való átalakulásában. Az író meglátása szerint Rogers önerejéből vált hőssé. Batmannel ellentétben, aki szintén önerejéből vált hőssé, Rogers hajóereje nem a pusztító erejű bosszú, hanem a hazaszeretet. „…számos olyan szereplővel találkozhattunk akik szintén megkapták a szuperkatona szérumot, vagy annak egy változatát, de egyikükből sem lett Amerika kapitány. Mindegyikük, minden egyes ilyen szereplő gonosszá vált vagy a maga módján eltorzult. Egyedül Steve Rogers, a saját személyiségéből adódó erőből, az eszméibe vetett hitéből volt képes rá, hogy befogadja a szuperkatona szérumot és valami nagyszerűre használja fel…” – nyilatkozta Gruenwald.
Rogers személyisége íróról íróra, a mindenkori politikai helyzet hatására formálódott, követve a közhangulat változását. A hős először az Egyesült Államokat, majd később inkább annak lelkiismeretét, az amerikai álmot szimbolizálta. Emellett a kapitány mindig is a hétköznapi, egyszerű emberek hőse volt. Mark Gruenwald, aki három évig volt szerkesztője, majd pedig tíz évig írója a Captain America-sorozatnak, úgy véli, hogy a szereplő elsősorban Amerika kapitány, Steve Rogers pedig csak másodlagos. Paradox módon Rogers, aki egész életében az amerikai álomért küzd, nem nyerheti el a hétköznapi polgár amerikai álmát. Gruenwald véleménye szerint Rogers, akár egy pap, csak a hivatásának él, és éppen ezért megpróbálta a szereplőt megfosztani minden mástól a magánéletében, ami eltéríthette volna ettől a céltól. Az új évezredben John Ney Reiber történeteiben Amerika kapitány még emberközelibbé vált, kevésbé szuperhős és inkább katona, akinek évtizedekkel a második világháború után ismét szembesülnie kell a nemzetek közötti háború borzalmaival.

### John Walker
John Walker azután vette át Amerika kapitány szerepét, miután Rogers az 1987-es The Choice című történetben a kormány nyomása miatt úgy döntött, hogy lemond róla. Walker közel fél évig helyettesítette Steve Rogers-t a képregény oldalain, gyakorlatilag mint a főhős sötét oldala. Megalkotója, Mark Gruenwald szándékosan egy szintén hazafias ellenfelet választott Rogers számára, hogy bemutassa, hogy a hazafiasság nem egyértelműen azonos a jóval. Bár Walker ugyanolyan hazafias érzelmű szereplő volt mint Rogers, mégsem volt hős. A kettejük közötti különbség részben abból is fakadt, hogy a két szereplőnek különböző értékrendje és elképzelése volt arról, mit jelent hazafinak lenni. Gruenwald úgy mutatta be, hogy ki is valójában, mit is képvisel Steve Rogers, hogy megfosztotta jogos helyétől és a szélsőséges és erőszakos Walkeren keresztül érzékeltette, hogy mennyire más.

### Bucky Barnes
Bucky Barnes az aranykori történetekben Amerika kapitány ifjú társa volt. Mikor Stan Lee 1964-ben egy retconnal visszahozta Steve Rogers-t a Marvel füzeteibe, egyben meg is ölte Buckyt, részben azért, mert nem kedvelte a kölyök segítőtárs típusú szereplőket. Buckyt csak évtizedekkel később, 2005-ben Ed Brubaker támasztotta fel az újrainduló Captain America első számában. Bucky folyamatosan fontos részét képezte a sorozatnak, majd pedig Rogers halálát követően 2008-ban ő vette át Amerika kapitány személyazonosságát a füzet 34. számában. Brubaker nyilatkozata szerint történeteiben Bucky „a megváltás útján van”, azokért a tettekért, amiket agymosott bérgyilkosként elkövetett a második világháború utáni eltűnése óta. Bucky megpróbál méltó lenni Rogers hagyatékához, azonban Tom Brevoort véleménye szerint valójában soha nem akarta magára vállalni Amerika kapitány szerepét. Ennek ellenére ez segített a szereplőnek, hogy „elcsendesítse a múltjából visszamaradt démonok egy részét”. Barnes esetében Amerika kapitány egyenruhája nem csak a magasztos feladat átvállalásával, hanem mély bűntudattal is együtt jár. Bár sok esetben Rogers példáját követve jár el, megőrzi saját, rá jellemző önhitt és arrogáns magatartását is, valamint bérgyilkos múltjától sem képes végleg elszakadni az új szerep vállalásával.

## Más változatai
Amerika kapitány számos más, az eredetitől eltérő változatai a kiadó mainstream kitalált világától független történetek szereplőiként jelentek meg az évek során. Közülük sokan a Marvel által 1977-ben indított What If című sorozat történeteiben tűntek fel. Az ebben a sorozatban megjelent rövid történetek a kiadó egyéb füzetiben megjelent kalandok egy másik, alternatív változatát mutatták be. Amerika kapitány a Marvel több, alternatív világokban játszódó minisorozatában is szerepelt. Az 1999-es Earth X című minisorozat például a szereplő egy lehetséges jövőjét, míg a 2003-as Marvel 1602 egy alternatív múltját mutatja be. Más minisorozatok, mint például a Marvel Zombies, a Captain America: The Chosen vagy a Marvel Újvilág sorozatának történetei egy időben játszódnak a kiadó fő világának eseményeivel, csak éppen eltérő dimenzióban.

## Képességei és felszerelése
Steve Rogers, Amerika kapitány nem rendelkezik emberfeletti képességekkel, bár a szuperkatona szérum a szervezetét, testi erejét, kitartását, gyorsaságát, reflexeit és természetes öngyógyító képességét az emberi test korlátaiig felerősítette és feljavította. Rogers főiskolát végzett második világháborús veterán. Egyedi harcstílusának alapjai a amerikai stílusú ökölvívás és a cselgáncs, de egyéb harcstílusokat is elsajátított. A Marvel képregényeinek világában Amerika kapitány ügyessége még a legtehetségesebb harcművészek és pusztakezes harcosok között is legendás. A szereplő társalkotójának, Jack Kirbynek a rajzain gyakran volt látható, ahogyan a dinamikus harci jelenetek során Amerika kapitány akár hat támadóval is sikeresen felveszi a harcot. Az 1970-es években Steve Englehart szerkesztői utasítása emberfeletti testi erővel ruházta fel Rogers-t, de a változtatás nem maradt tartósan része a történeteknek és hamar feledésbe merült.
Steve Rogers-szel ellentétben az egykor őt helyettesítő John Walker emberfeletti testi erővel rendelkezik. Bucky Barnes bionikus bal karja mérsékelten képes emberfeletti erő kifejtésére.

### Öltözéke

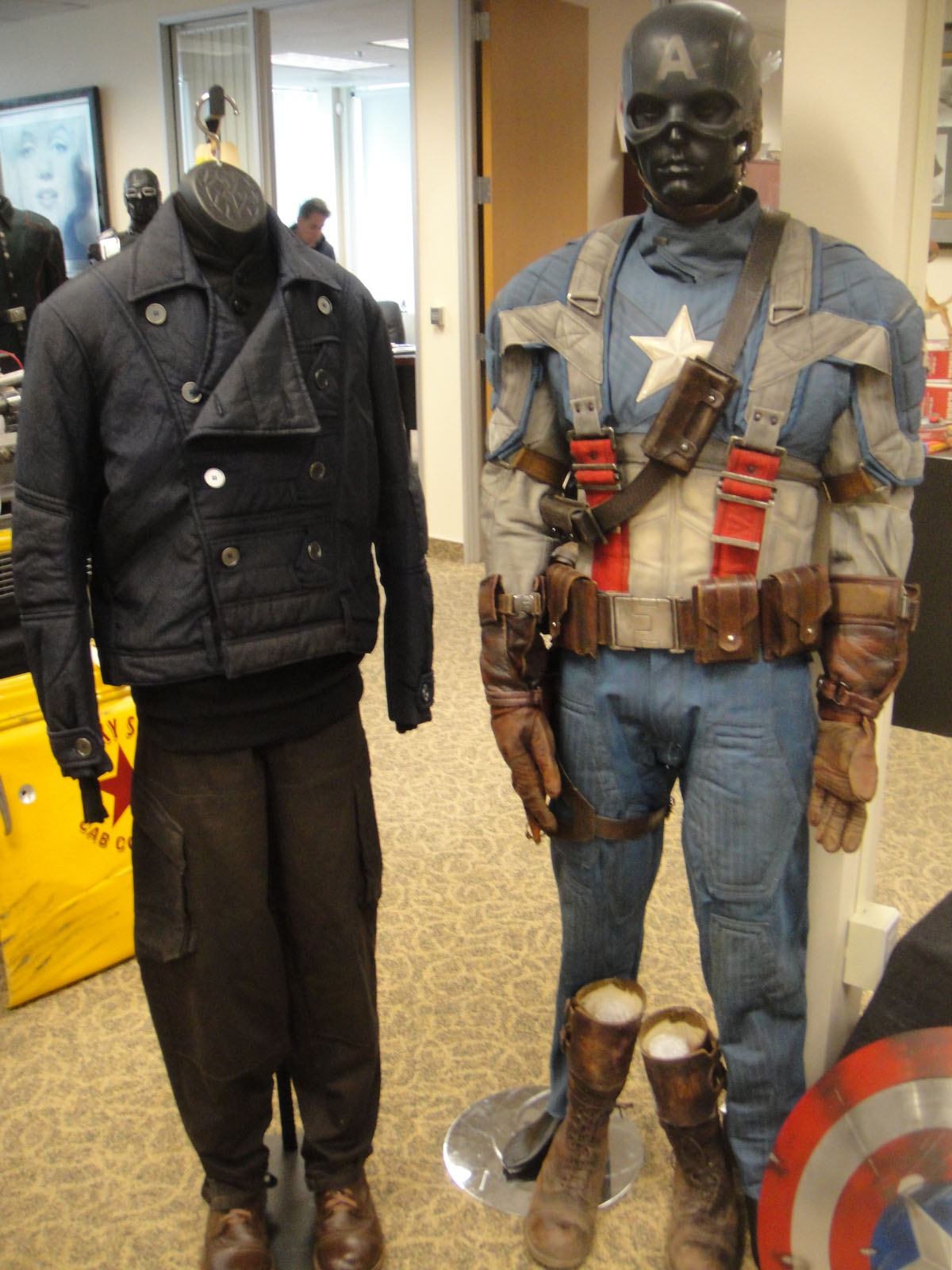
Bucky és Amerika kapitány öltözéke az Amerika kapitány: Az első bosszúálló című filmből

Amerika kapitány öltözéke a képregény aranykorától egészen a modern korig gyakorlatilag változatlan maradt. Ruhája egyszerű mintát vesz alapul, az Egyesült Államok zászlaját mintázza. Láncinget és sisakján szárnyakat visel, mely utóbbi Mercurius római isten és a gyorsaság szimbóluma. Pajzsot hord, akár egy „újkori kereszteslovag”. Megalkotóinak, Joe Simonnak és Jack Kirbynek szándéka szerint az amerikai álmot testesítette meg. Amerika kapitány öltözéke első megjelenése után rögtön a Captain America Comics második számában apróbb változáson ment át. Míg az első számban álarca öltözékének külön tartozéka volt, addig a második számban már láncingének része.
Amerika kapitány egyenruhája Mark Gruenwald írói közreműködése alatt többször is megváltozott rövidebb időre. Mikor Steve Rogers John Walker váltotta fel Amerika kapitány szerepében, Rogers a kapitány néven és új egyenruhában kezdett tevékenykedni, míg Walker átvette az eredeti egyenruhát. Rogers ruházatának alapszíne a kékről feketére változott. Scott Tipton, a Quick Stop Entertainment írójának véleménye szerint ez akár a benne dúló konfliktust is jelképezheti. A kapitány mellkasán látható fekete csillag, mintha Rogers kitépett szívét mutatná, a hátán látható fehér, pedig azt, hogy magasztalt hazafiassága hátba szúrta. Amerika kapitány öltözéke ezen kívül még kétszer változott meg Gruenwald írói közreműködésének utolsó két évében, 1994 és 1995 között. Az egész testét beborító, Vasemberéhez hasonlító páncélzat viselésére Rogersnek a történet szerint romló egészségi állapota miatt volt szükség.
2008-ban, Rogers egy évvel korábbi látszólagos halálát követően Amerika kapitány szerepét egykori társa, Bucky Barnes vette át. Az új kapitány új öltözékének megtervezésére a sorozat akkori írója, Ed Brubaker Alex Ross-t javasolta, aki Brubaker, Steve Epting és Tom Brevoort közreműködésével alkotta meg az új egyenruhát. Ross a sorozat korábbi klasszikus elemeihez nyúlt vissza. Az Amerika kapitány első, 1941-es megjelenésekor viselt háromszög alakú pajzs az új egyenruha mellvértjének formájában tért vissza. A rajzoló továbbá az 1940-es években bemutatott Amerika kapitány-filmek egyenruhájából is merített ihletet. Az láncinget egy modernebb, krómozott fényű felső páncél váltotta fel, mely alatt Barnes egyszínű fekete ruhát viselt. Övén pisztolytok és kés is helyet kapott. Ross mindemellett ragaszkodott néhány elem megtartásához, melyet Amerika kapitány szimbólumának tekintett. Ilyenek voltak például a szereplő álarcán látható szárnyak, és az A-betű. Ross véleménye szerint az új öltözékben nincs semmilyen forradalmian új, csupán a klasszikus elemek új keveréke az, mely modernnek hat.

### Pajzsa

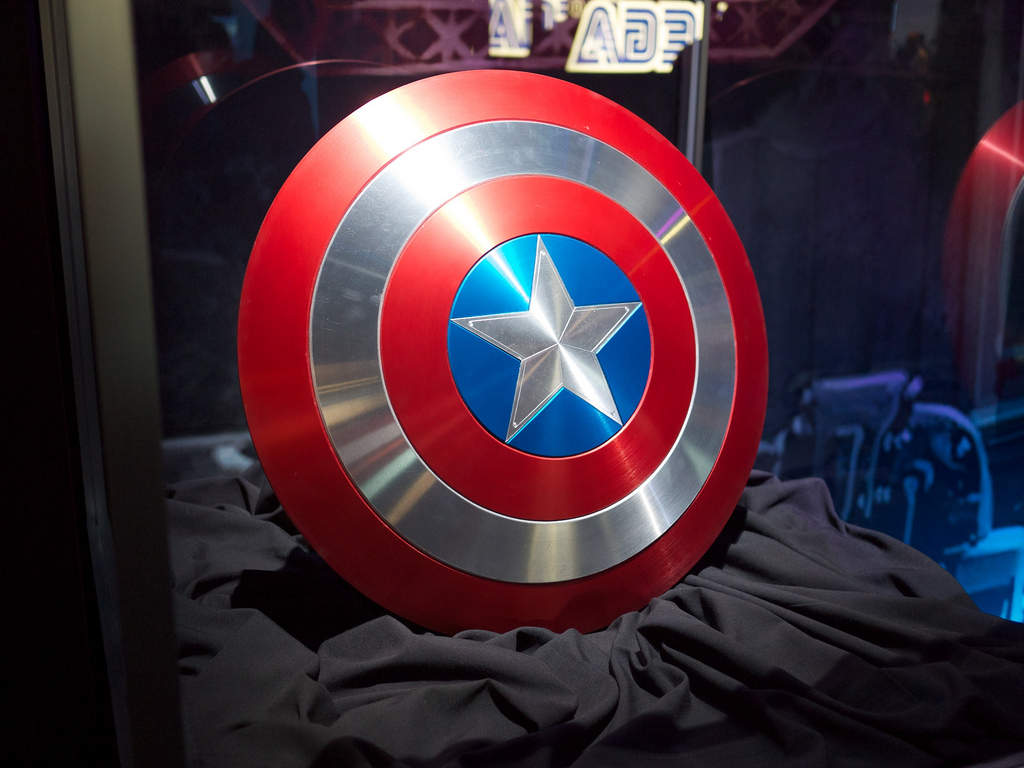
Amerika kapitány pajzsa

Amerika kapitány hagyományos fegyvere kör alakú pajzsa, melynek a közepén elhelyezkedő fehér csillagot kék, vörös és fehér gyűrűk vesznek körül. A pajzs először a Captain America Comics második számában volt látható, mely az első számban szereplő háromszög alakú pajzsot váltotta fel. Amerika kapitány első szereplésekor viselt pajzsát, mely az Egyesült Államok címerében láthatóra hasonlított, jogi okok miatt kellett lecserélni a kiadónak. Az első pajzs ugyanis túlságosan hasonlított egy másik kiadó, az MLJ Comics egyik hősének, a Pajzsnak az egyenruhájára. Amerika kapitány pajzsát elhajítva és annak visszapattanását kihasználva képes azt hatékony fegyverként használni. Erre először a Captain America Comics harmadik számában, Stan Lee Captain America Foils the Traitor’s Revenge című kétoldalas szöveges történetében került sor. A pajzs anyaga a későbbi történetek szerint a vibránium fém és acél ötvözete, mely gyakorlatilag elpusztíthatatlan. A vibránium pajzs mellett Amerika kapitány több történetben használta annak acél-másolatát is. A szimbolikussá vált vibránium pajzs több Amerika kapitánytól független történetben is szerepelt, melyek közül több a Marvel világának alternatív jövőjében játszódott. Amerika kapitány Mark Waid második írói közreműködése alatt egy rövid ideig egy különleges energiapajzsot használt.

## A történetek mellékszereplői
A képregény aranykorában megjelent történetekben Steve Rogers a Lehigh táborban állomásozott, és a kétbalkezes közlegény szerepét játszotta, hogy senki ne gyanakodhasson arra, hogy valójában ő Amerika kapitány. Az aranykori történetek szinte állandó mellékszereplője a tábor kabalája, Amerika kapitány ifjú segítőtársa, Bucky, aki vele egy időben tűnt fel a Captain America Comics első számában. Bucky 2005-ig csak visszaemlékezésekben és visszatekintő történetekben tűnt fel a képregények oldalain, és csak ezután vált ismét fontos részévé, később pedig főszereplőjévé a sorozatnak. Duffy őrmester, Rogers felettese gyakran visszatérő komikus szereplője volt a második világháború alatt játszódó történeteknek, gyakran szenvedett Rogers ügyetlensége miatt és rótta meg őt ezért. Amerika kapitány ezüstkori visszatérése után új mellékszereplők vették át a régiek helyét. Nick Fury, a S.H.I.E.L.D. ügynöke bár csak az 1960-as években szerepelt először, a történetekben Amerika Kapitánnyal való kapcsolata egészen a második világháborús évekig nyúlt vissza. Amerika kapitány visszatérése után és Bucky elvesztését követően hosszabb-rövidebb időre új társat is fogadott maga mellé. Sam Wilson, a Sólyom az 1970-es években, Jack Monroe, a Nomád, az 1980-as években töltötte be ezt a szerepet.
Amerika kapitányt sorozatának női mellékszereplőihez gyakran romantikus szálak fűzték. Betsy Ross a Captain America Comics első számában tűnt fel először, majd a 66. számban, Buckyt helyettesítve Aranylány néven Amerika kapitány segítőtársa lett. Az ezüstkorban az írók számos retconnal egészítették ki a szereplő aranykori történeteit. Ezek értelmében ekkor már Jeff Mace töltötte be Amerika kapitány szerepét Steve Rogers eltűnése után. Sharon Carter, a S.H.I.E.L.D. 13-as ügynöke 1966-ban szerepelt először Amerika kapitány történeteiben, és azóta is gyakran visszatérő szereplője a sorozatnak. Míg Steve Rogers más nőkkel való szerelmi viszonya egy idő után végérvényesen megszakadt, addig a közte és Carter közötti vonzalom újra és újra visszatér a sorozatban. Bernie Rosenthal, aki egy ideig Rogers jegyese is volt, az 1980-as évek elején volt állandó mellékszereplője a történeteknek. Rosenthalt Rachel Leighton, a Gyémánthátú volt bűnöző követte az 1980-as évek végén és 1990-es évek elején. Rogers-nek Leightonnal való viszonyát nem jellemezte az a stabilitás és meghittség, mint Rosenthallal való kapcsolatát.
Amerika kapitány gyakran jelenik meg szuperhősökből álló csapatok tagjaként és vezetőjeként. A képregény aranykorában a Győztesek csapat tagja volt, akiknek azonban csak két kalandja jelent meg az All Winners Comics 19. és 21. számában. Az ezüstkorban való visszatérése után Amerika kapitány a Bosszú Angyalai tagja, és rövid idő után vezetője lett. Az ezüstkor retconok történeteiben a kapitány a második világháború évei alatt a Megszállók csapatában küzdött a tengelyhatalmak ellen. Ez a csapat így a Marvel kitalált világának történelmében megelőzte a Győzteseket, akik csak a világháborút követően álltak össze. Egy másik retcon értelmében Steve Rogers, tekintettel arra, hogy a háború végnapjaiban eltűnt, valójában soha nem is volt tagja a Győzteseknek. Amerika kapitány egyenruháját ekkor ugyanis William Naslund, majd Jeff Mace viselte.

### Negatív szereplők
Míg más szuperhősök a második világháború első éveiben az embereket a bűnözőktől és természeti katasztrófáktól óvták, addig Amerika kapitány náci kémekkel és merénylőkkel szállt szembe az Egyesült Államok védelmében. Amerika kapitány első ellenfele, a Vörös koponya náci ügynök volt, aki első megjelenése óta számos formában tért vissza, mint a főhős ősellensége. A világháború vége után Amerika kapitány bűnözőknek, majd pedig néhány történetben a kommunizmusnak, Amerika új fenyegetésének üzent hadat. A képregény ezüstkorában való visszatérése után, régi ellenfeleit maga mögött hagyva, a kor új szuperbűnözőivel szállt szembe, így például Doktor Faustus-szal, a Viperával, Halálfejjel és a Kígyóhordával. Az ezüstkor több új negatív szereplője azonban Amerika kapitány világháborús múltjához is kötődött, például a Vérbáró, Armin Zola és Zémó Báró.

## Kulturális hatása
Amerika kapitány, elsősorban az Egyesült Államokban, a népszerű kultúra egyik szimbolikus alakjává vált, bár megjelenései elsősorban, de nem kizárólag a képregényfüzetek történeteire korlátozódott. A szereplőről több elemző írás, cikk és tanulmány is készült. „Az évek folyamán Amerika kapitány története pontosan tükrözte az Egyesült Államok helyzetét, ahogyan országunk eljutott a hidegháború korai éveinek magabiztosságából a lelkiismeret furdalta 1970-es évein át a Reagan-korszak visszatérő nemzeti büszkeségéig” – írta róla a Los Angeles Times. Mike Benton The Comic Book in America: An Illustrated History című könyvében a szereplőt történelmi szempontból az amerikai képregény hét legnagyobb hatású szuperhőse közé sorolta. Amerika kapitányt a 2007-es Wizard World Chicago találkozón 68 000 látogató szavazata alapján az év legkedveltebb férfi képregényhősének választották meg.

### Hazafias hősök Amerika kapitány nyomában
Amerika kapitány nem az első volt a hazafias amerikai szuperhősök között a képregény aranykorában, de mind közül a legsikeresebb és legmaradandóbb. Így például az MLJ Comics Pajzs szuperhőse több mint egy évvel előzte meg őt. Az Amerika kapitány első szereplését követő hatalmas siker után a kiadók, beleértve a Timelyt is, egymás után alkották meg a hasonló sémára, az amerikai hazafiság szimbólumaira épülő kalandorokat és hősöket, nőket és férfiakat egyaránt. Így született meg többek között az Amerikai Bosszúálló, az Amerikai Sas, a Harcoló Jenki, Mr. Szabadság, U.S. Jones, Szabadság kapitány, Ms. Amerika és még sokan mások. A Timely végül egy nyilatkozatot is kiadott, melyben felhívta az olvasók figyelmét, hogy „csak egyetlen Amerika kapitány létezik”, és hogy a kiadó a jog erejével fog fellépni minden másolat ellen. A Timely aggodalma azonban feleslegesnek bizonyult, mivel egyetlen másolat sem tudta megközelíteni Amerika kapitány népszerűségét.
1954-ben Joe Simon és Jack Kirby egykori teremtményük, Amerika kapitány mintájára alkották meg a Harcoló amerikait. A Harcoló amerikai saját sorozatának első számában szerepelt először a Prize Comics kiadásában. Simon és Kirby szerették volna megismételni Amerika kapitánnyal elért régi sikerüket, annak számos elemét átvéve, de ezúttal úgy, hogy a szereplő tulajdonjoga a kezükben marad. A hidegháborús évek során feltűnt új hazafias hős ellenfelei a kommunista erők lettek. Annak ellenére, hogy Simon és Kirby később a szereplőre mint szatírára utaltak, ezek az elemek csak a Fighting American második számában kezdtek felbukkanni. A szereplő nem vált olyan népszerűvé mint Amerika kapitány a világháború évei alatt, így a sorozatot néhány szám után meg is szüntették. A Harcoló amerikainak azóta több kiadó, a Harvey, a DC és a Marvel Comics, valamint az Awesome Entertainment kiadásában is jelentek meg új, vagy újranyomtatott történetei.
Rob Liefeldnek a Marvel 1996–97-es Heroes Reborn című eseménysorozata közben nézeteltérése támadt a kiadóval. Mivel a vitás kérdésekben nem sikerült megegyezniük, otthagyta Amerika kapitány megújított sorozatát, de a megmaradt történetek ötleteit továbbra is szerette volna felhasználni. Liefeldnek végül sikerült megszereznie a Joe Simon és Jack Kirby özvegye által birtokolt Harcoló amerikai jelhasználatának jogait, bár a tárgyalások közben egy saját szereplő, Amerika ügynök ötlete is felmerült. A Liefeld által megújított Harcoló amerikai miatt azonban a Marvel pert indított, mivel a szereplő túlságosan is hasonlított a Heroes Reborn-történetekben látható Amerika kapitányhoz. Liefeld Harcoló Amerikaija végül az író saját stúdiójának, az Awesome Entertainmentnek a kiadásában jelent meg. A megegyezés értelmében a Harcoló amerikai például nem hajíthatta el pajzsát olyan módon, ahogyan azt Amerika kapitány tette a Marvel füzeteiben.

### Megjelenése más médiában

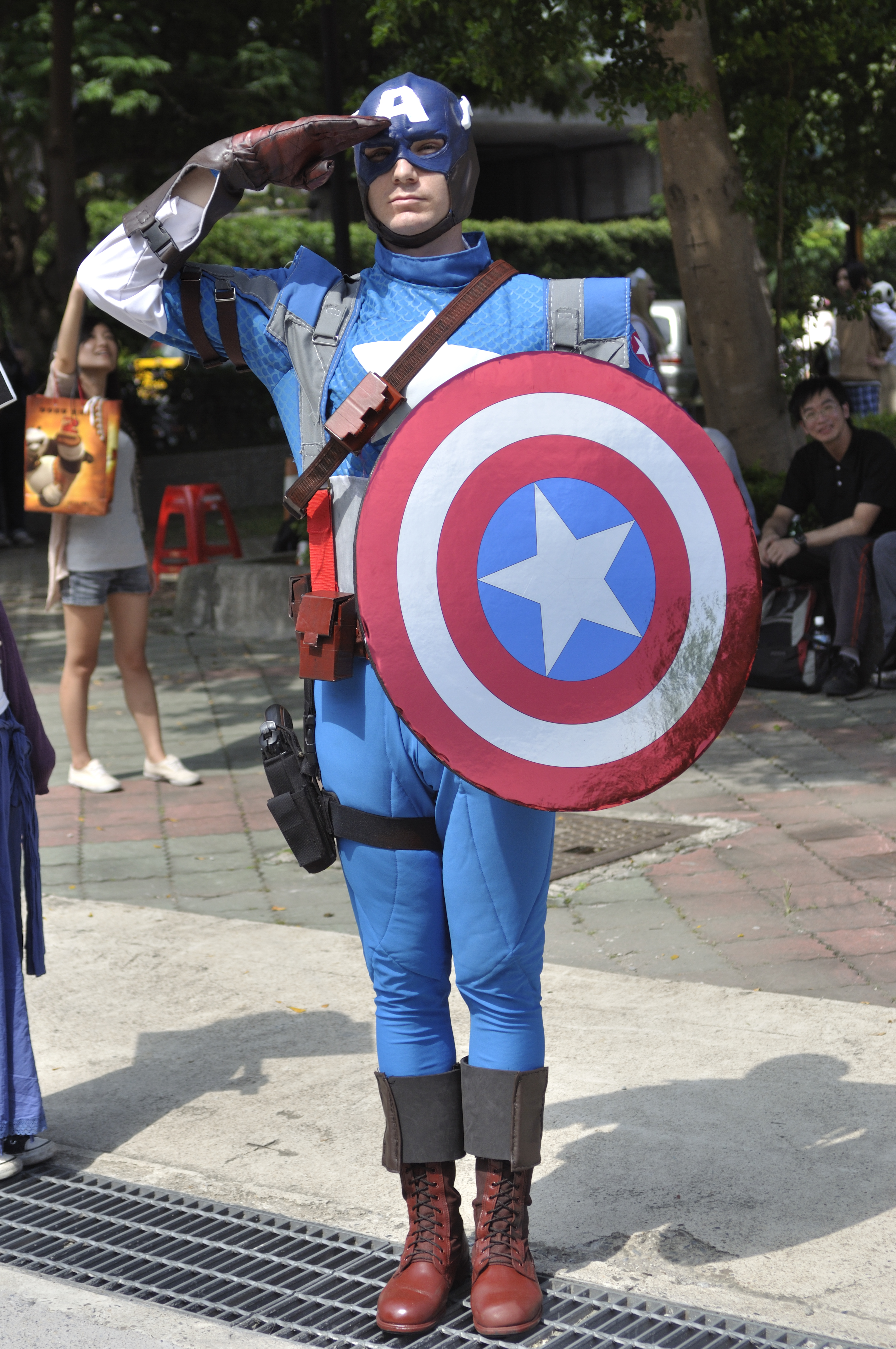
Amerika kapitány cosplayes

Amerika kapitány kalandjainak első adaptációját a Republic Pictures készítette el Captain America címmel a második világháború évei alatt. A tizenöt, egyenként 15–20 perces epizódból álló filmsorozatot 1944-ben vetítették először az amerikai mozik. A filmben Dick Purcell alakította Amerika kapitányt, akinek titkos személyazonossága a képregénytől eltérően Grant Gardner államügyész volt. A Republic Pictures ezen kívül leegyszerűsítette Amerika kapitány öltözékét és megfosztotta őt pajzsától is. Annak ellenére, hogy a sorozat a stúdió egyik legdrágább produkciója volt, a film összbevétele még a gyártási költségeket sem fedezte.
A szereplő először 1966-ban tűnt fel a televíziók képernyőjén a Grantray-Lawrence Animation által készített The Marvel Super Heroes című rajzfilmsorozat több epizódjában. A stúdió a sorozat epizódjainak képeit közvetlenül a képregények lapjairól másolta át a filmkockákra, és gyakran csak a szereplők szájmozgását animálta. A rajzfilmsorozatot negyven televíziós csatorna sugározta szerte az Amerikai Egyesült Államokban. Amerika kapitány ezt követően nem szerepelt több televíziós sorozatban főszereplőként, de mint vendégszereplő feltűnt az 1981-es Spider-Man és Spider-Man and His Amazing Friends, az 1992-es X-Men, az 1994-es Spider-Man, az 1999-es The Avengers: United They Stand és a 2000-es X-Men: Evolúció című animációs sorozatok egy-egy epizódjában.
1979-ben a Universal Television két tévéfilmet készített el Reb Brown főszereplésével Captain America és Captain America II: Death Too Soon címen. Ezekben az adaptációkban az ifjabb Steve Rogers annak a titkos szérumnak a hatására válik Amerika kapitánnyá, melyet még tudós apja fejlesztett ki a második világháború alatt. Amerika kapitány a filmben motoros hősként jelenik meg. Öltözékét a film készítői radikálisan megváltoztatták, mely már nem is hasonlított Joe Simon és Jack Kirby által megtervezett eredetire. A CBS által sugárzott filmek visszatetszést keltettek a képregények olvasói körében és nézettségi mutatóik is igen alacsonyak voltak.
A 21st Century Film Corporation 1990 nyarára, Amerika kapitány megszületésének ötvenedik évfordulójára tervezte a Matt Salinger főszereplésével és Albert Pyun rendezői közreműködésével elkészített Captain America című film bemutatását. Többek között a próbavetítések kedvezőtlen visszhangja miatt a premier dátumát azonban többször is kitolták, a film végül pedig soha nem került a mozikba.[vitatott] A történetben Amerika kapitány a fasiszta Vörös Koponyával száll szembe, aki rakétatámadást készül indítani a Fehér Ház ellen.
Amerika kapitány egyik főszereplője volt a 2006-os Ultimate Avengers és Ultimate Avengers 2 című, közvetlenül kereskedelmi forgalomba hozott animációs filmeknek. Az ezekben a filmekben látható Amerika kapitány a Marvel Újvilág sorozatában szereplő változatához állt közelebb.
A Marvel Entertainment leányvállalata, a Marvel Studios saját gyártású filmjei között 2011-ben jelent meg az Amerika kapitány: Az első bosszúálló – (The First Avenger: Captain America) című mozifilm, aminek rendezője Joe Johnston. A film cselekménye a második világháború alatt, de egy alternatív történelemben játszódik. Amerika kapitány a stúdió által 2012-ben bemutatott Bosszuállók (The Avengers) című filmnek is egyik főszereplője.
Amerika kapitány néhány prózai műnek is főszereplője volt, így például Ted White sci-fi-író 1968-as Captain America: The Great Gold Steal, Joseph Silva 1979-es Captain America: Holocaust for Hire, valamint Tony Isabella és Bob Ingersoll 1998-as Captain America: Liberty’s Torch című könyveinek.
Amerika kapitány több videójátékban is feltűnt, többnyire mint a játékos által választható számos szereplő egyike, így például a Marvel vs. Capcom-sorozatban, a 2006-os Marvel: Ultimate Alliance-ben és a készülő Marvel: Ultimate Alliance 2-ben is. Az 1987-es Captain America in: The Doom Tube of Dr. Megalomann című konzoljátékban Amerika kapitány egyedüli főszereplőként jelent meg.

## Lásd még
- Amerika kapitány bibliográfiája

## Magyarul olvasható
- Stefan Petrucha: Amerika kapitány. Sötét tervek; ford. Oszlánszky Zsolt; Szukits, Szeged, 2021 (Nagy Marvel regénysorozat)
- Jeph Loeb–Tim Sale: Amerika kapitány. Fehér; ford. Bayer Antal; Fumax, Budapest, 2023